# 卡伦·菲利普斯
卡伦·菲利普斯（英語：Karen Phillips，1966年5月4日—），澳大利亚女子游泳运动员。她曾代表澳大利亚参加1984年夏季奥林匹克运动会游泳比赛，获得女子200米蝶泳银牌和女子400米个人混合泳第11名。